# Петти, Джордж

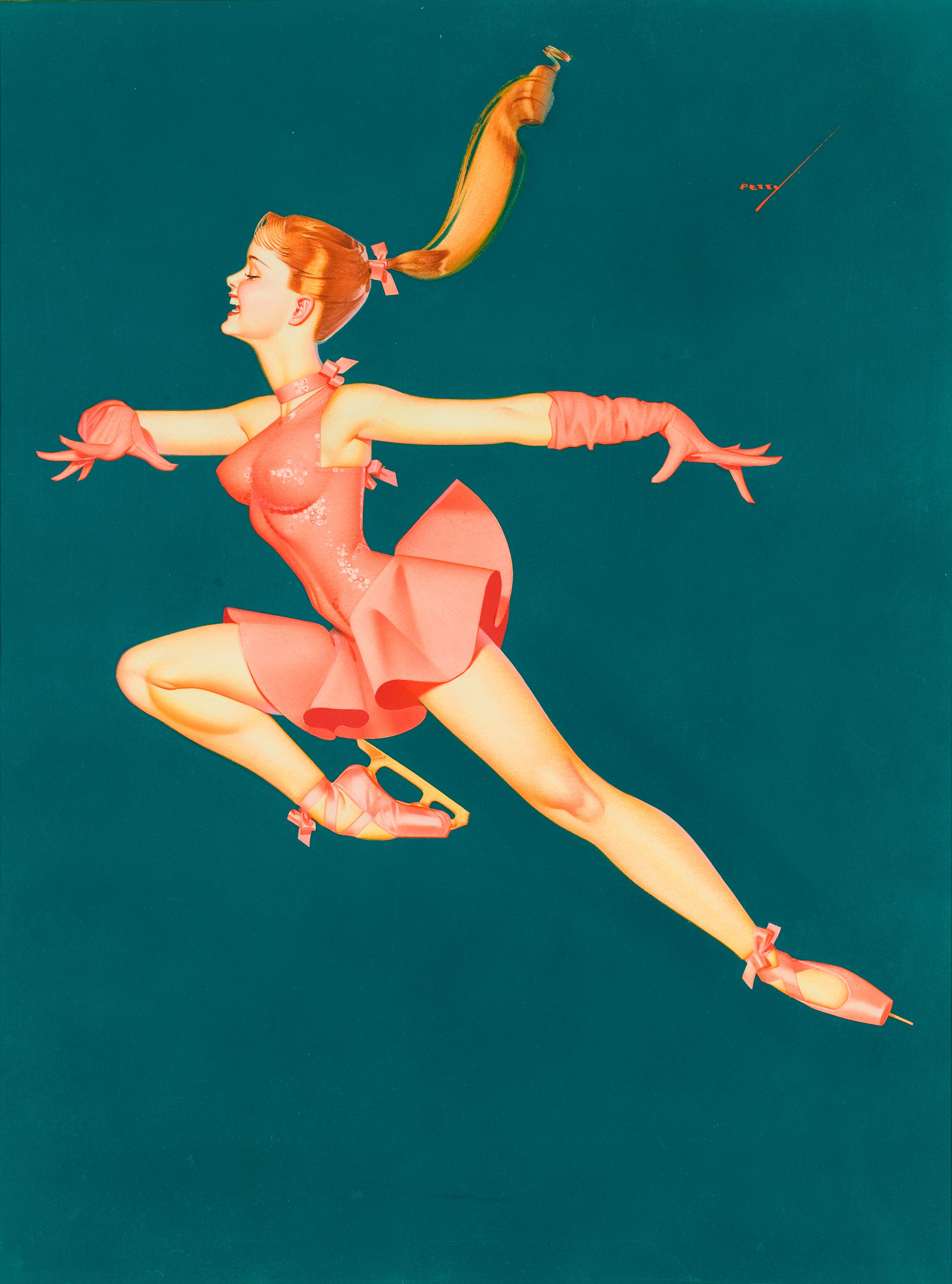
The Ballerina, 1965

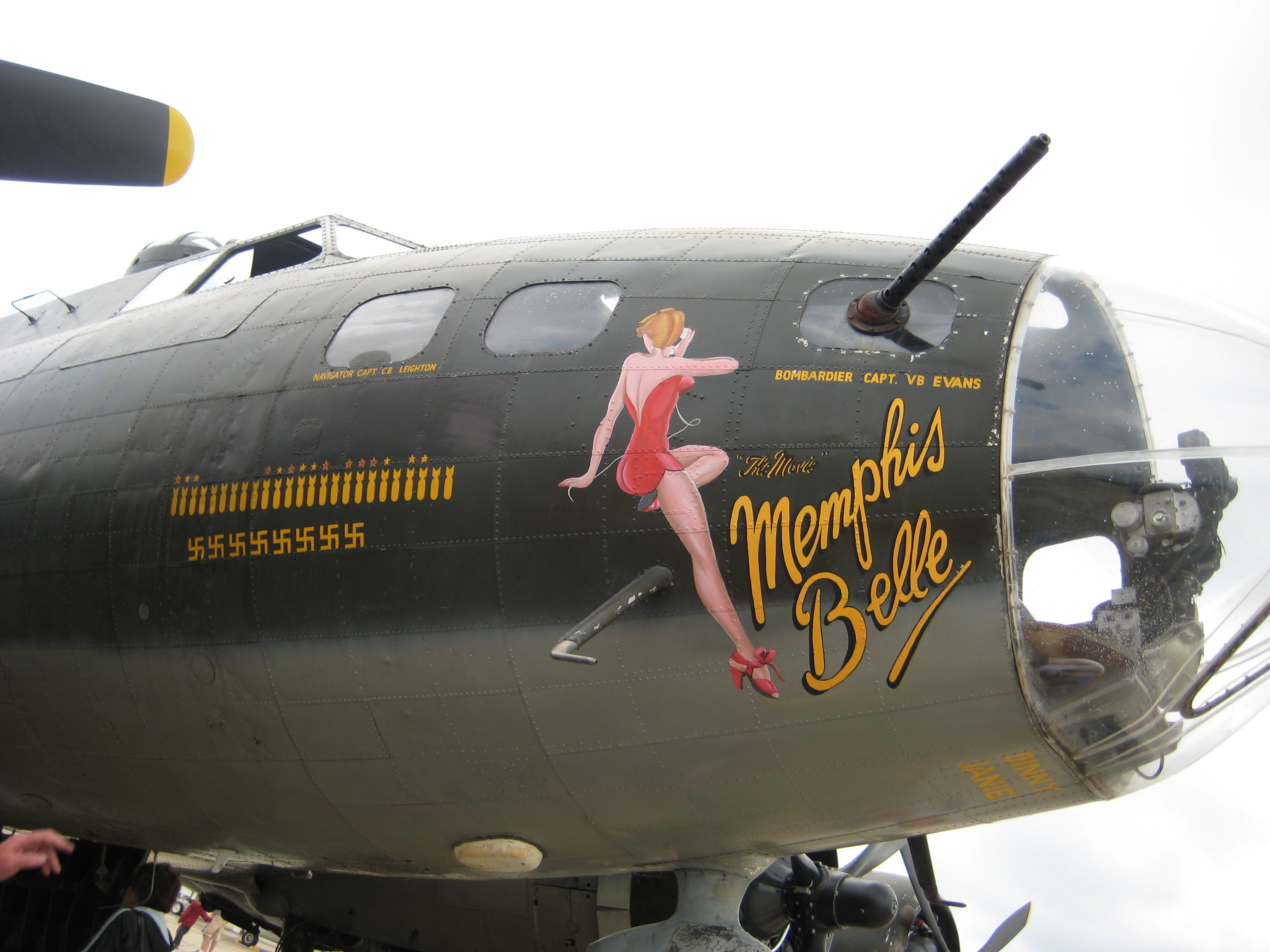
Нос бомбардировщика Memphis Belle

Джордж Петти (англ. George Brown Petty IV; 1894 — 1975) — американский художник, прославившийся своими иллюстрациями полуобнаженных игривых девушек, нарисованных специально для журнала Esquire в 1934 году.
Позднее этих красоток стали называть «Petty Girl», а их изображения приобрели чрезвычайную популярность. Во время Второй мировой войны американские летчики украшали «Petty Girls» фюзеляжи своих истребителей. Известный бомбардировщик Memphis Belle также был украшен такой картинкой.

## Биография
Родился 27 апреля 1894 года в городе Эббивилл, штат Луизиана, в семье George Brown Petty III и его жены Sarah George IV, где кроме него была ещё дочь Elizabeth. Позже семья переехала в Чикаго, штат Иллинойс; здесь его отец открыл фотоателье.
Джордж Петти неохотно учился в средней школе, но с энтузиазмом занимался оформлением школьной газеты, где проявились его художественные наклонности. Учась в школе, он поступил в вечерние классы академии Chicago Academy of Fine Arts, где его преподавателем был Ruth VanSickle Ford. Также он работал в отцовском фотоателье, где научился пользоваться аэрографом. Затем изучал искусство в парижской Академии Жюлиана под руководством Жан-Поля Лорана вплоть до 1916 года, когда Первая мировая война заставила его вернуться в США. Петти приехал в Чикаго и работал в качестве ретушера аэрографии на местной полиграфической фирме. Утвердился как свободный художник, создавая работы в силе пинап для журнала домашнего хозяйства — The Household.
К 1926 году он смог открыть свою собственную студию. Созданием своих произведений занимался по 1956 год. Был гостем популярной американской телепрограммы What's My Line?
Умер 21 июля 1975 года в Сан-Педро (Калифорния).